# The English Mechanic and World of Science
The English Mechanic and World of Science, conosciuto anche con il titolo di The English Mechanic and Mirror of Science, ma più comunemente noto come English Mechanic, è stata una popolare rivista britannica, pubblicata settimanalmente dal 1865 al 1926, generalmente composta di 24 pagine. Era destinata a un pubblico interessato alle invenzioni, ai nuovi dispositivi e alle nuove scoperte nella scienza e nella matematica. Era inclusa regolarmente anche una colonna dedicata agli scacchi, scritta da James Pierce.

## Storia

### Storia generale
La rivista è stata fondata come settimanale con il titolo The English Mechanic e il sottotitolo A Record of Mechanical Invention, Scientific and Industrial Progress, Building, Engineering, Manufactures, Arts &c. nel 1865 e acquistata durante il suo primo anno di pubblicazione da John Passmore Edwards. Ebeneezer J. Kibblewhite ne era un regolare contributore, in seguito divenuto redattore.
La pubblicazione presentava una vivace sezione di corrispondenza, che occupava un quarto delle sue pagine, ogni settimana guidata da una citazione da Montaigne.
Le dimensioni e il contenuto crebbero rapidamente in dimensioni e qualità e, a partire dall'uscita del 12 gennaio 1866, il suo prezzo fu aumentato a 2d, con l'aggiunta di una nuova ed elegante testata, che presentava il titolo accorciato in English Mechanic, sottotitolato and Mirror of Science and Art, mentre nelle pagine il titolo era English Mechanic and Mirror of Scienc. Qualche tempo dopo il 1876 divenne English Mechanic sottotiolato and World of Science, con incorporati  The Mechanic, Scientific Opinion and The British & Foreign Mechanic, mentre nelle pagine era intitolato English Mechanic and World of Science.

### Astronomia
La rivista rese popolare la costruzione di telescopi amatoriali prima nel Regno Unito e successivamente negli Stati Uniti, dopo che gli articoli del reverendo William Frederick Archdall Ellison sul medesimo argomento furono ristampati dal Scientific American. Una lettera pubblicata sulla rivista ha inoltre portato alla formazione della British Astronomical Association.

### Motori
Un numero del maggio 1899 conteneva un articolo di T Hyler-White (1871-1920) su un "triciclo a motore" che poteva essere alimentato da un motore da 1,75 hp De Dion-Bouton. In seguito, a partire dal gennaio 1900, apparvero una serie di 56 ulteriori articoli intitolati A small car and how to build it ("Una piccola macchina e come costruirla"), contenenti le istruzioni per la costruzione di quella che probabilmente fu la prima Kitcar del Regno Unito. Il progetto si basava sulla Benz Velo e suggeriva di utilizzare un motore Benz per contenere i costi, anche se alcuni nuovi componenti erano disponibili con un servizio di lavorazione, se necessario.
Successivamente apparvero ulteriori articoli in cui venivano descritti altri modelli tra cui, nel 1901, un'auto a vapore; nel 1903 una tre ruote a vapore; nel 1904 un'auto a due cilindri da 5hp; nel 1909 una runabout con motore monocilindrico e, infine, nel 1913 un autociclo.
Non si sa con esattezza quante auto siano state costruite seguendo i progetti pubblicati da English Mechanic, ma attualmente ne sopravvivono almeno quattro.

### Piercing
La rivista è anche celebre per aver ospitato tra il 1888 e il 1889 una lunga serie di lettere sulla moda dei bosom rings ("anelli da seno" in inglese) o anneaux de sein (idem in francese), testimoniando così la diffusione del piercing del capezzolo in tarda età vittoriana. La sua rubrica di posta ha pubblicato nell'aprile del 1888 la lettera di Jules Orme, un uomo di origine polacca, che descrisse di essersi sottoposto al piercing ai capezzoli durante l'adolescenza, assieme ad alcuni suoi compagni di classe quando frequentava le superiori, menzionando inoltre il fatto di aver visto in precedenza una donna polacca che li indossava. Questa lettera ha dato il via a una serie di risposte da parte di altre persone che confermavano quanto la pratica fosse diffusa a Londra, Parigi e nella costa orientale degli Stati Uniti, con diverse signore dell'alta società che confermavano di essersi sottoposte a tale pratica e di indossare anelli ai propri capezzoli, oltre a fornire indirizzi e testimonianze di orefici e laboratori dove la procedura veniva eseguita. Una volta esaurito l'argomento, la discussione su tale moda proseguì su altre riviste britanniche e statunitensi fino ad almeno il 1899.